# 東寶體育會
東寶體育會（Tung Po Athletic Assn Ltd）是一支香港的足球球隊，在2008/09年度乙組聯賽排尾二，按例本應要降落丙組作賽，球季後退出聯賽。

## 歷史
東寶在1995–96球季，首次獲得乙組聯賽冠軍，惟卻放棄升班資格，留在乙組作賽。
在2005–06球季，乙組季軍東寶曾向足總申請於來季升上香港甲組足球聯賽比賽，但被足總拒絕。一年後，東寶雖然在2006–07球季奪得乙組聯賽冠軍，但是卻又放棄升班資格。
在2008–09球季中，東寶在最後一輪聯賽護級大戰，僅以 1–1 賽和花花，以 16 分位列第 9 位，按例本應要降落丙組聯賽，球季後退出聯賽。

## 球會榮譽
| 榮譽          | 次數        | 年度                               |             |             |             |
| 本 土 聯 賽   | 本 土 聯 賽 | 本 土 聯 賽                        | 本 土 聯 賽 | 本 土 聯 賽 | 本 土 聯 賽 |
| ------------- | ----------- | ---------------------------------- | ----------- | ----------- | ----------- |
| 乙組聯賽 冠軍 | 2           | 1995－96年、2006－07年             |             |             |             |
| 本 土 盃 賽   |             |                                    |             |             |             |
| 初級銀牌 冠軍 | 3           | 1999－00年、2003－04年、2005－06年 |             |             |             |

## 著名球員
- 羅倫士
- 趙俊文
- 蔡偉文
- 劉迪麟
- 馬龍·尹迪辛達
- 吳群立

## 外部連結
- 香港足球總會